# Calorguen
Calorguen [kalɔʁgɛ̃] est une commune française située dans le département des Côtes-d'Armor en région Bretagne.

## Géographie
Le village de Calorguen est situé à 5 km au sud de Dinan. Il est composé d'un bourg et de 29 hameaux. Il est bordé à l'est par la Rance et son canal dont deux écluses sont sur le territoire communal.
| Saint-Carné Dinan | Lanvallay Dinan      | Les Champs-Géraux |
| Trévron           | Calorguen            |                   |
| Saint-Juvat       | Saint-André-des-Eaux | Évran             |

### Hydrographie
Pour un article plus général, voir Réseau hydrographique des Côtes-d'Armor.
La commune est située dans le bassin Loire-Bretagne. Elle est drainée par la Rance, le canal d'Ille et Rance et un autre petit cours d'eau.
La Rance, d'une longueur de 104 km, prend sa source dans la commune du Mené et se jette  dans la Manche entre Dinard et Saint-Malo, après avoir traversé 28 communes. 
Le canal d'Ille-et-Rance est un canal, chenal et un cours d'eau naturel navigable, d'une longueur de 84 km. Il prend sa source dans la commune de Montreuil-sur-Ille et se jette  dans l'Ille à Saint-Grégoire, après avoir traversé 25 communes. 

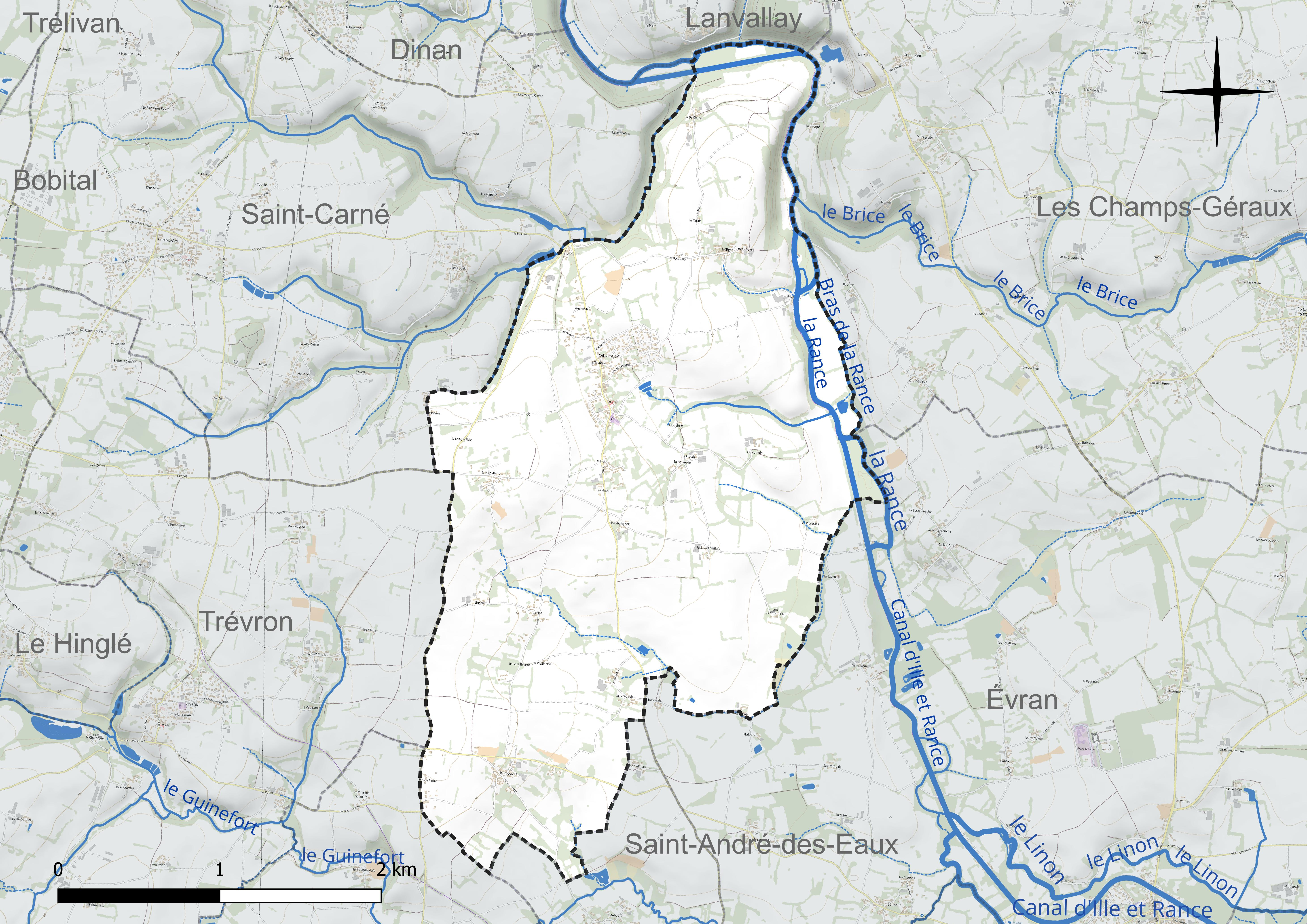
Réseau hydrographique de Calorguen.

### Climat
Pour des articles plus généraux, voir Climat de la Bretagne et Climat des Côtes-d'Armor.
En 2010, le climat de la commune est de type climat océanique franc, selon une étude du CNRS s'appuyant sur une série de données couvrant la période 1971-2000. En 2020, Météo-France publie une typologie des climats de la France métropolitaine dans laquelle la commune est exposée à un climat océanique et est dans la région climatique Bretagne orientale et méridionale, Pays nantais, Vendée, caractérisée par une faible pluviométrie en été et une bonne insolation. Parallèlement l'observatoire de l'environnement en Bretagne publie en 2020 un zonage climatique de la région Bretagne, s'appuyant sur des données de Météo-France de 2009. La commune est, selon ce zonage, dans la zone « Intérieur Est », avec des hivers frais, des étés chauds et des pluies modérées).
Pour la période 1971-2000, la température annuelle moyenne est de 11,5 °C, avec une amplitude thermique annuelle de 12,3 °C. Le cumul annuel moyen de précipitations est de 735 mm, avec 12,3 jours de précipitations en janvier et 6,2 jours en juillet. Pour la période 1991-2020, la température moyenne annuelle observée sur la station météorologique la plus proche, située sur la commune du Quiou à 7 km à vol d'oiseau, est de 11,6 °C et le cumul annuel moyen de précipitations est de 757,4 mm,. Pour l'avenir, les paramètres climatiques de la commune estimés pour 2050 selon différents scénarios d'émission de gaz à effet de serre sont consultables sur un site dédié publié par Météo-France en novembre 2022.

## Urbanisme

### Typologie
Au 1er janvier 2024, Calorguen est catégorisée commune rurale à habitat dispersé, selon la nouvelle grille communale de densité à 7 niveaux définie par l'Insee en 2022.
Elle est située hors unité urbaine. Par ailleurs la commune fait partie de l'aire d'attraction de Dinan, dont elle est une commune de la couronne,. Cette aire, qui regroupe 25 communes, est catégorisée dans les aires de moins de 50 000 habitants,.

### Occupation des sols
L'occupation des sols de la commune, telle qu'elle ressort de la base de données européenne d’occupation biophysique des sols Corine Land Cover (CLC), est marquée par l'importance des territoires agricoles (94,1 % en 2018), en diminution par rapport à 1990 (98 %). La répartition détaillée en 2018 est la suivante :
terres arables (53,3 %), zones agricoles hétérogènes (34,9 %), prairies (5,8 %), zones urbanisées (3,9 %), forêts (1,8 %), mines, décharges et chantiers (0,3 %). L'évolution de l’occupation des sols de la commune et de ses infrastructures peut être observée sur les différentes représentations cartographiques du territoire : la carte de Cassini (XVIIIe siècle), la carte d'état-major (1820-1866) et les cartes ou photos aériennes de l'IGN pour la période actuelle (1950 à aujourd'hui).

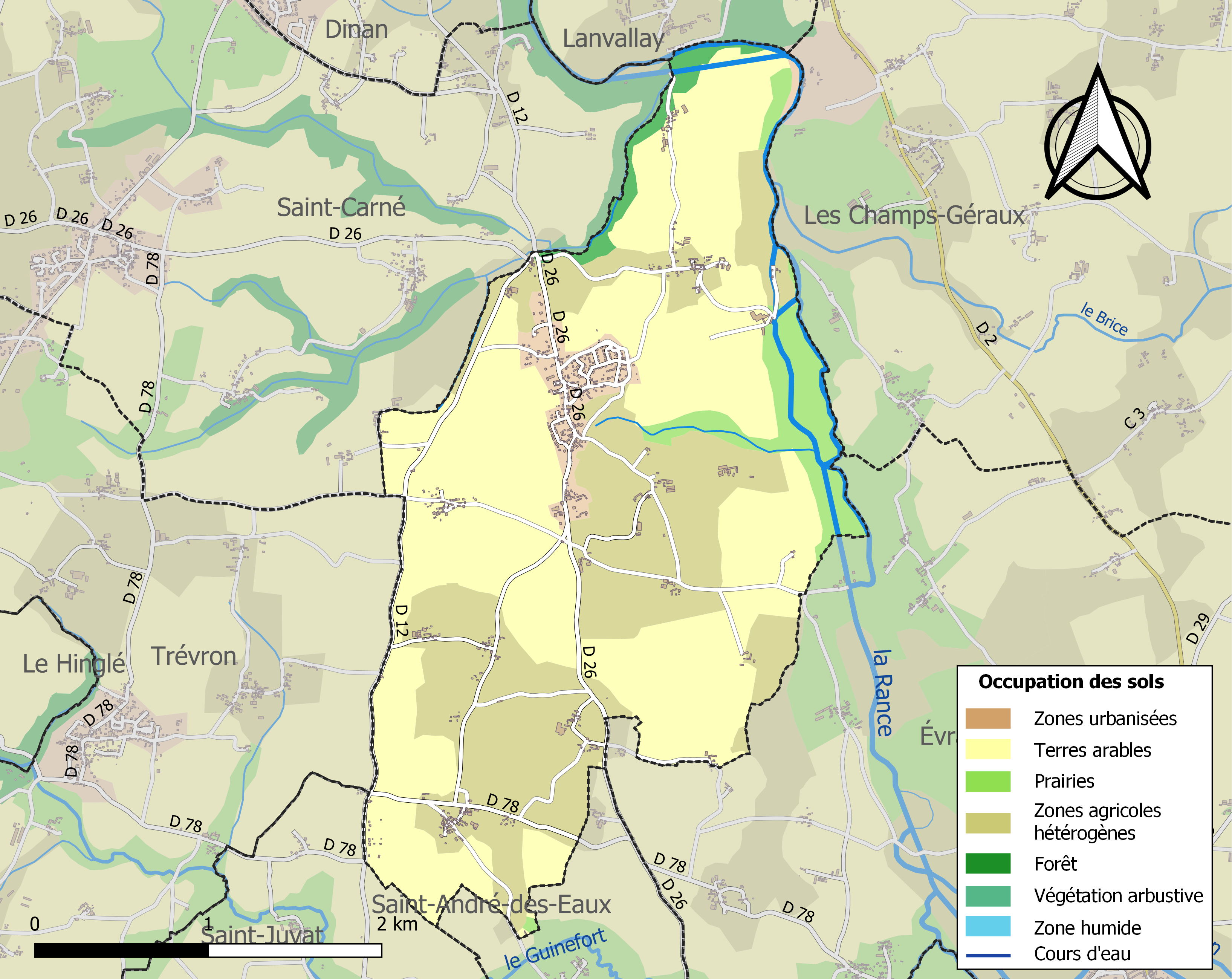
Carte des infrastructures et de l'occupation des sols de la commune en 2018 (CLC).

## Toponymie
Attesté Karorguen en 1181 ou en 1182, sous les formes Ecclesai de Carorguen, Carorgon et Carorguen en 1187, Callorguen au XVe siècle, Calorien en 1735.
Le nom en gallo de la commune est Calorgen et en breton Kerorgen.
Il est issu de l’ancien breton caer (moyen breton car, kar > breton ker) signifiant « maison, ferme, village » et d'un anthroponyme féminin Aourken. Calorguen serait donc « le village de Aourken ».

## Histoire

### LeXXesiècle

#### Les guerres duXXesiècle
Le monument aux morts porte les noms de 30 soldats morts pour la Patrie :
- 27 sont morts durant la Première Guerre mondiale ;
- 3 sont morts durant la Seconde Guerre mondiale.

Né à Dinan et domicilié à Calorguen, Jean Perquis intègre très rapidement la Résistance FTP. L'objectif majeur en 1944 consistait à faire exfiltrer de la prison de Dinan deux chefs de la Résistance en Ille-et-Vilaine. Le groupe FTP auquel participa Jean Perquis passa à l'action dans la nuit du 11 au 12 avril 1944. L'opération fut un succès inespéré car très risqué.
Le 8 mai 1944, il est arrêté à Dinan et incarcéré à la prison Jacques Cartier de Rennes. Jugé et condamné le 30 mai 1944 à la peine de mort, il fut fusillé à 6 h 35 le lendemain au camp de la Maltière, en même temps que ses 9 autres camarades du réseau. Il avait 27 ans.

## Politique et administration
| Période                                  | Période                   | Identité                                      | Étiquette | Qualité                      |
| ---------------------------------------- | ------------------------- | --------------------------------------------- | --------- | ---------------------------- |
| avant 1988                               | ?                         | Louis Rouxel                                  | PS        |                              |
| mars 2001                                | 2008                      | Édouard Foustel                               | DVD       |                              |
| mars 2008                                | 2014                      | Martine Hinault                               |           |                              |
| mars 2014                                | janvier 2016              | Alain Martin                                  | DVD       | Chef d'entreprise            |
| mars 2016                                | En cours (au 31 mai 2020) | Marcel Robert, Réélu pour le mandat 2020-2026 | SE        | Retraité du secteur bancaire |
| Les données manquantes sont à compléter. |                           |                                               |           |                              |

## Démographie
| 1793 | 1800 | 1806 | 1821 | 1831 | 1836 | 1841 | 1846 | 1851 |
| ---- | ---- | ---- | ---- | ---- | ---- | ---- | ---- | ---- |
| 857  | 804  | 821  | 775  | 853  | 904  | 900  | 903  | 918  |

| 1856 | 1861 | 1866 | 1872 | 1876 | 1881 | 1886 | 1891 | 1896 |
| ---- | ---- | ---- | ---- | ---- | ---- | ---- | ---- | ---- |
| 870  | 879  | 896  | 871  | 855  | 869  | 873  | 795  | 788  |

| 1901 | 1906 | 1911 | 1921 | 1926 | 1931 | 1936 | 1946 | 1954 |
| ---- | ---- | ---- | ---- | ---- | ---- | ---- | ---- | ---- |
| 732  | 749  | 699  | 617  | 584  | 590  | 555  | 505  | 516  |

| 1962 | 1968 | 1975 | 1982 | 1990 | 1999 | 2006 | 2011 | 2016 |
| ---- | ---- | ---- | ---- | ---- | ---- | ---- | ---- | ---- |
| 507  | 506  | 450  | 497  | 508  | 523  | 610  | 674  | 721  |

| 2021 | 2022 | - | - | - | - | - | - | - |
| ---- | ---- | - | - | - | - | - | - | - |
| 729  | 722  | - | - | - | - | - | - | - |

## Lieux et monuments

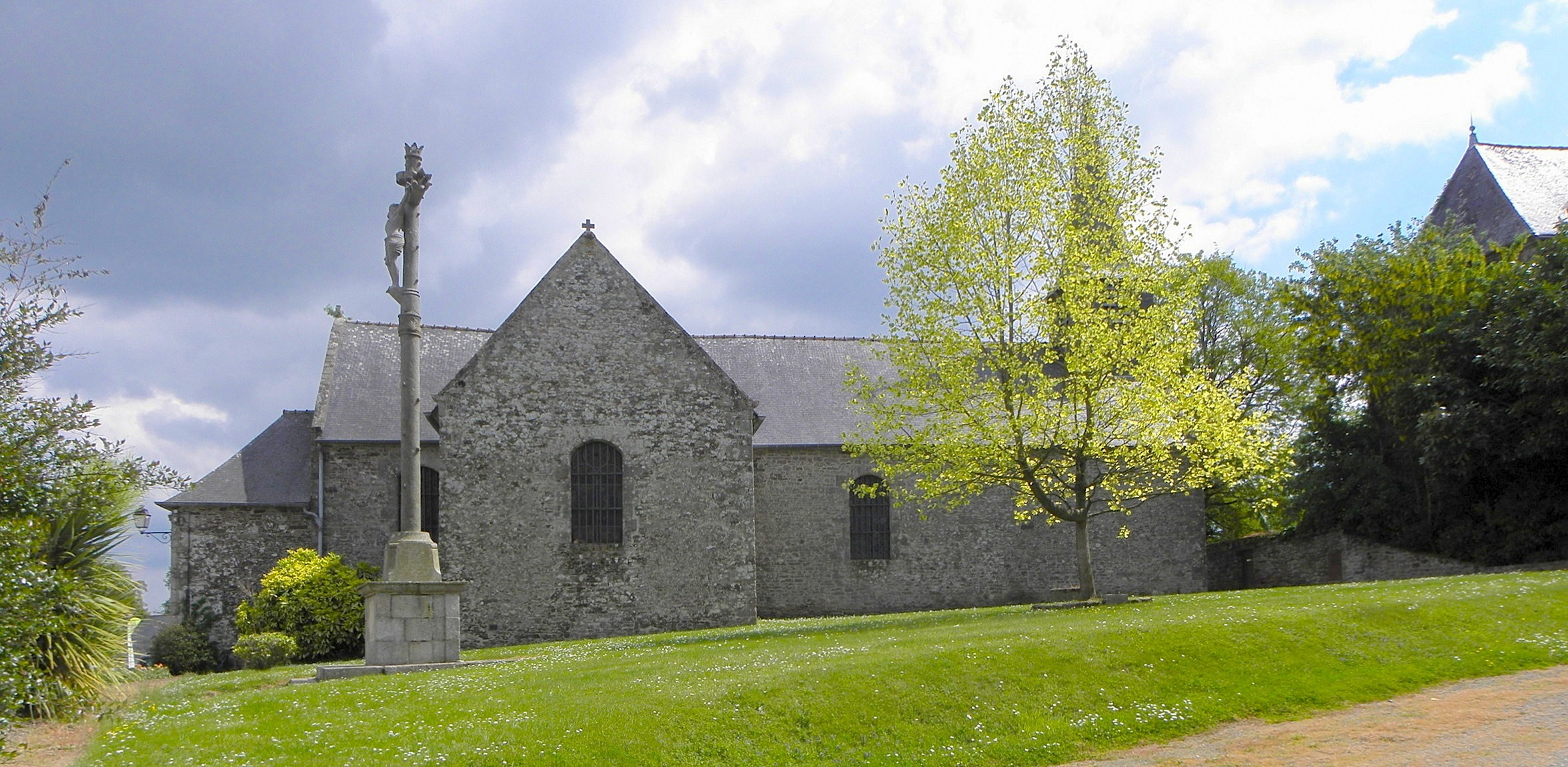
L'église paroissiale Saint-Hubert.

- Église Saint-Hubert[27] (1584-1788-1838), elle a été en grande partie reconstruite en 1843, subsistent la porte occidentale datant de 1584 et une porte datant de 1788[28].
- Manoir de la Ferronnays[29], XVIe siècle, extérieur visitable toute l'année, inscrit à l'inventaire des monuments historiques[30].
- Manoir de Boutron[31], XVe-XVIe.

## Personnalités liées à la commune
- Bernard Hinault, coureur cycliste français possédant le plus beau palmarès à ce jour, est désormais agriculteur à Calorguen.

## Héraldique
| Blason | Blasonnement : D'azur aux six billettes d'argent ordonnées 3, 2 et 1, au chef de gueules soutenu d'or et chargé de trois annelets du même. |

## Galerie

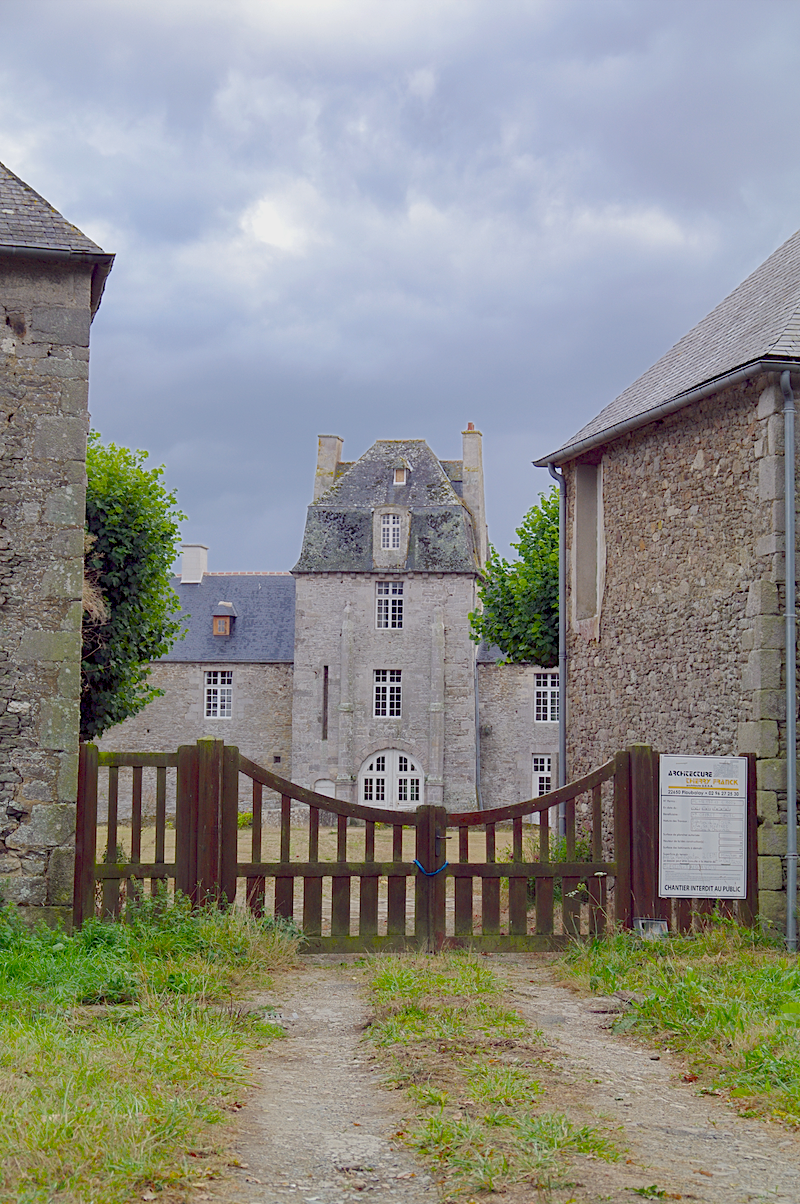
Manoir de la Ferronnays.
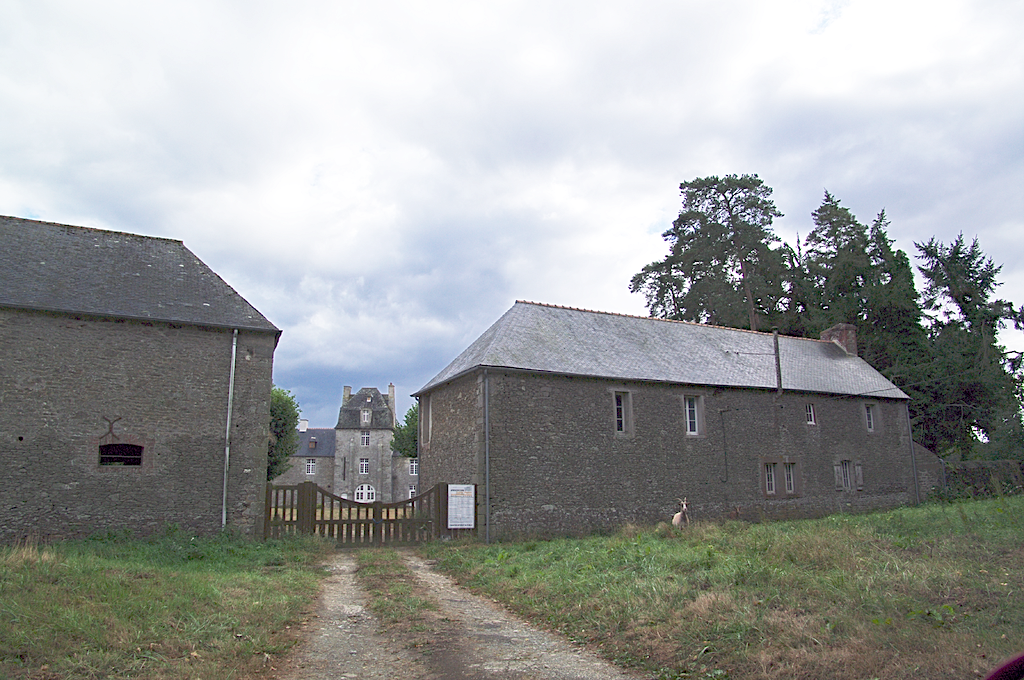
Manoir de la Ferronnays.
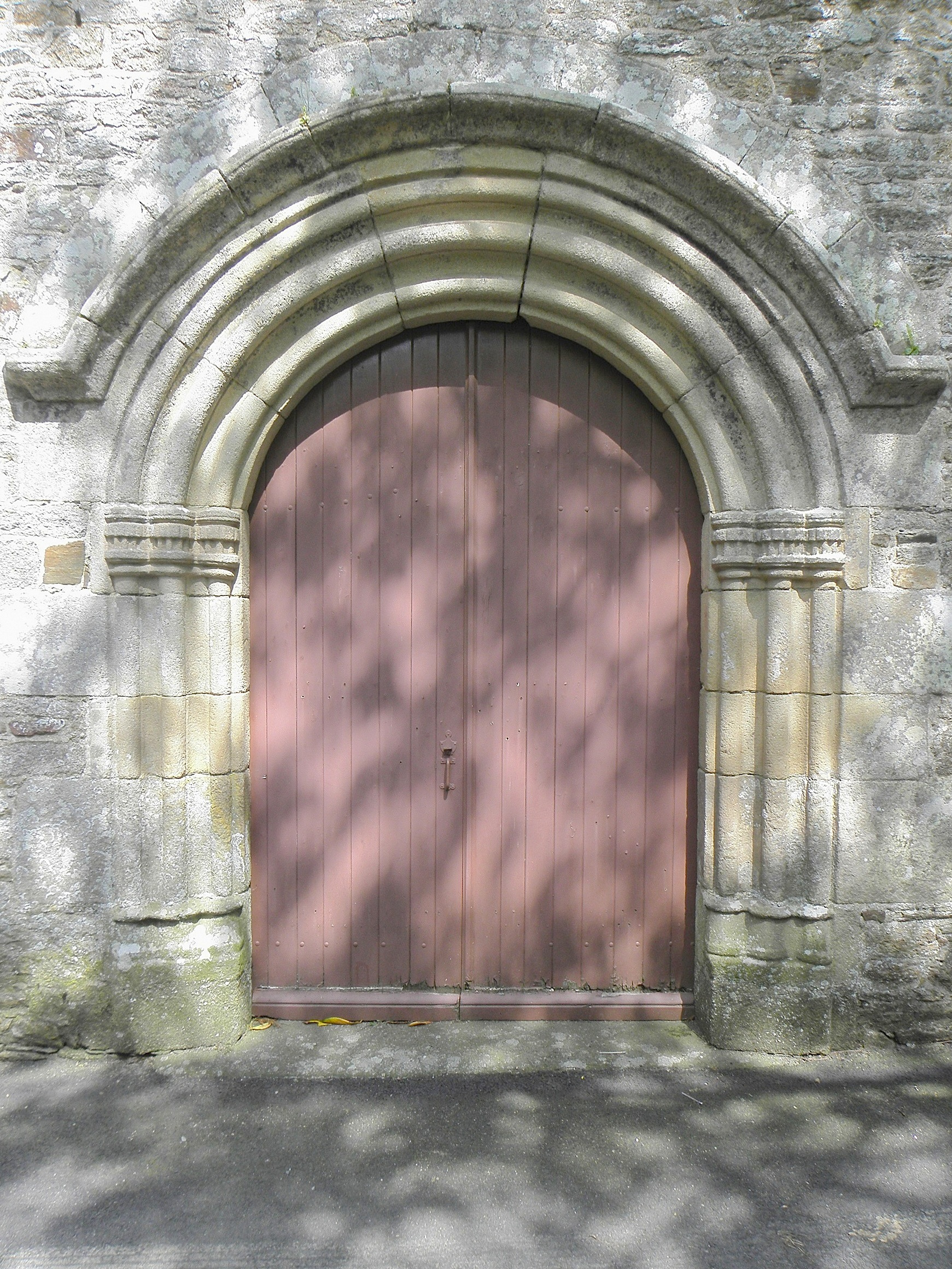
Porte de l'église Saint-Hubert (XVIe siècle).
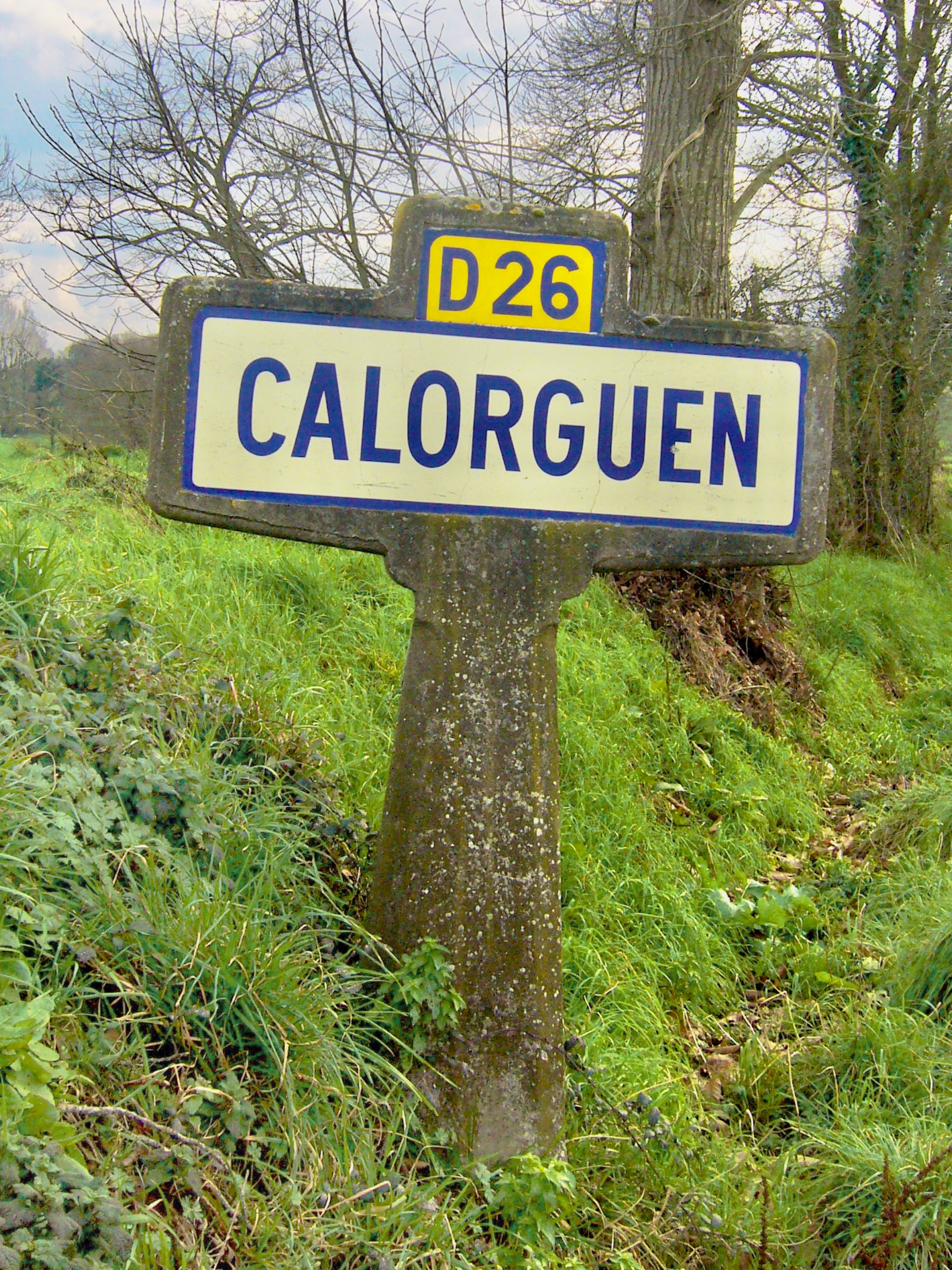
Panneau Michelin d'entrée du village sur la D26.